# Roberto di Perche
Roberto di Alençon (1344 – 1377) fu conte di Perche dal 1346 al 1377.

## Biografia
Era figlio del conte Carlo II d'Alençon e di Maria de La Cerda, figlia di Ferdinando di Castiglia, signore di La Cerda.
Appartenne quindi ad un ramo cadetto dei Valois.
Nel 1346 alla morte del padre divenne conte di Perche all'età di soli due anni. La reggenza venne affidata a suo fratello maggiore il conte di Alençon Carlo III d'Alençon.
Il 5 aprile 1374 sposò Giovanna, figlia del visconte Giovanni I di Rohan. Dal matrimonio nacque un solo figlio:
- Carlo (1375–1377) che morì poco tempo prima del padre.

La contea tornò quindi a far parte di quella di Alençon.

## Ascendenza
|                        |                         |                          | Genitori                |  |  | Nonni |  |  | Bisnonni               |  |  | Trisnonni           |  |
|                        |                         |                          |                         |  |  |       |  |  | Filippo III di Francia |  |  | Luigi IX di Francia |  |
|                        |                         |                          |                         |  |  |       |  |  | Filippo III di Francia |  |  | Luigi IX di Francia |  |
|                        |                         | Margherita di Provenza   |                         |  |  |       |  |  | Filippo III di Francia |  |  |                     |  |
| Carlo di Valois        |                         |                          |                         |  |  |       |  |  | Filippo III di Francia |  |  |                     |  |
|                        |                         | Isabella d'Aragona       | Giacomo I d'Aragona     |  |  |       |  |  |                        |  |  |                     |  |
|                        |                         | Isabella d'Aragona       | Giacomo I d'Aragona     |  |  |       |  |  |                        |  |  |                     |  |
|                        |                         | Isabella d'Aragona       | Iolanda d'Ungheria      |  |  |       |  |  |                        |  |  |                     |  |
| Carlo II d'Alençon     |                         | Isabella d'Aragona       |                         |  |  |       |  |  |                        |  |  |                     |  |
|                        |                         | Carlo II d'Angiò         | Carlo I d'Angiò         |  |  |       |  |  |                        |  |  |                     |  |
|                        |                         | Carlo II d'Angiò         | Carlo I d'Angiò         |  |  |       |  |  |                        |  |  |                     |  |
|                        |                         | Carlo II d'Angiò         | Beatrice di Provenza    |  |  |       |  |  |                        |  |  |                     |  |
| Margherita d'Angiò     |                         | Carlo II d'Angiò         |                         |  |  |       |  |  |                        |  |  |                     |  |
|                        |                         | Maria Arpad d'Ungheria   | Stefano V d'Ungheria    |  |  |       |  |  |                        |  |  |                     |  |
|                        |                         | Maria Arpad d'Ungheria   | Stefano V d'Ungheria    |  |  |       |  |  |                        |  |  |                     |  |
|                        |                         | Maria Arpad d'Ungheria   | Elisabetta dei Cumani   |  |  |       |  |  |                        |  |  |                     |  |
| Roberto d'Alençon      |                         | Maria Arpad d'Ungheria   |                         |  |  |       |  |  |                        |  |  |                     |  |
|                        | Ferdinando di Castiglia | Alfonso X di Castiglia   |                         |  |  |       |  |  |                        |  |  |                     |  |
|                        | Ferdinando di Castiglia | Alfonso X di Castiglia   |                         |  |  |       |  |  |                        |  |  |                     |  |
|                        | Ferdinando di Castiglia | Violante d'Aragona       |                         |  |  |       |  |  |                        |  |  |                     |  |
| Ferdinando di La Cerda | Ferdinando di Castiglia |                          |                         |  |  |       |  |  |                        |  |  |                     |  |
|                        |                         | Bianca di Francia        | Luigi IX di Francia     |  |  |       |  |  |                        |  |  |                     |  |
|                        |                         | Bianca di Francia        | Luigi IX di Francia     |  |  |       |  |  |                        |  |  |                     |  |
|                        |                         | Bianca di Francia        | Margherita di Provenza  |  |  |       |  |  |                        |  |  |                     |  |
| Maria di La Cerda      |                         | Bianca di Francia        |                         |  |  |       |  |  |                        |  |  |                     |  |
|                        |                         | Giovanni I Núñez di Lara | Nuño González di Lara   |  |  |       |  |  |                        |  |  |                     |  |
|                        |                         | Giovanni I Núñez di Lara | Nuño González di Lara   |  |  |       |  |  |                        |  |  |                     |  |
|                        |                         | Giovanni I Núñez di Lara | Teresa Alfonso di León  |  |  |       |  |  |                        |  |  |                     |  |
| Giovanna Núñez di Lara |                         | Giovanni I Núñez di Lara |                         |  |  |       |  |  |                        |  |  |                     |  |
|                        |                         | Teresa di Haro           | Diego López III deiHaro |  |  |       |  |  |                        |  |  |                     |  |
|                        |                         | Teresa di Haro           | Diego López III deiHaro |  |  |       |  |  |                        |  |  |                     |  |
|                        |                         | Teresa di Haro           | Costanza di Béarn       |  |  |       |  |  |                        |  |  |                     |  |
|                        |                         | Teresa di Haro           |                         |  |  |       |  |  |                        |  |  |                     |  |